# No quise mirar
«No quise mirar» es una canción grabada por la cantante y compositora mexicana Carla Morrison. La canción fue escrita y producida por ella misma. El tema está incluido como el tercer track de su primer álbum de estudio Déjenme llorar.

## Video musical
No se lanzó ningún videoclip oficial para esta canción, sin embargo un video lírico fue publicado el 29 de julio de 2017 en el canal de Youtube de Morrison y cuenta con más de 8 millones de reproducciones.

## Otras versiones y demanda
En 2014 el rapero Charles Ans, sampleó «No quise mirar» re titulando la canción como «Mis ojos no podían ver» sin la autorización de Morrison, por lo que después de varios intentos fallidos de la cantante para comunicarse con él y llegar a un acuerdo, Morrison demandó a Ans por violar los derechos de autor de su canción. Finalmente en 2020 Carla Morrison ganó la demanda y la canción sampleada de Charles Ans fue eliminada de las plataformas digitales según un comunicado que el mismo Ans hizo público.

## Lista de canciones

### Descarga digital
| No quise mirar — Single |                  |          |  |
| N.º                     | Título           | Duración |  |
| 1.                      | «No quise mirar» | 3:46     |  |